# بات كارول (مغنية)
بات كارول (بالإنجليزية: Pat Carroll)‏ هي مغنية أسترالية، ولدت في 1946 في ملبورن في أستراليا.

## وصلات خارجية
- بات كارول على موقع ميوزك برينز (الإنجليزية)
- بات كارول على موقع ميوزك برينز (الإنجليزية)
- بات كارول على موقع ديسكوغز (الإنجليزية)
- بات كارول على موقع ديسكوغز (الإنجليزية)